# O Olho do Diabo
O Olho do Diabo (Eye of the Devil) é um drama britânico de 1966, dirigido por J. Lee Thompson. Tendo como temas centrais o ocultismo e o sobrenatural, é estrelado por David Niven, Deborah Kerr, David Hemmings e Sharon Tate. O filme é situado no interior rural da França e filmado em preto e branco na França e na Inglaterra. Baseado no livro Day of the Arrow, de Philip Loraine, foi escrito por Robin Estridge e Dennis Murphy.

## Sinopse
O marquês Philippe de Montfaucon (David Niven) é chamado de volta ao seu castelo Bellenac por causa de outra estação seca. Ele pede a sua esposa e filhos que permaneçam em Londres, mas eles ainda vão depois dele. Sua esposa, Catherine de Montfaucon (Deborah Kerr) logo descobre que seu marido está agindo misteriosamente e que seus funcionários estão seguindo os rituais pagãos antigos, que exigem a vida do marquês para salvar as colheitas.

## Produção
Filmado em 1965, este foi o primeiro filme de Sharon Tate num papel importante, escalada pelo produtor Martin Ransohoff, mentor de sua carreira e que a saudava como sua grande descoberta.  Lançado quase dois anos depois, não recebeu grande atenção nos Estados Unidos, mas teve grande popularidade na Inglaterra, onde, com o passar dos anos, dado a seus temas sobre ocultismo e bruxaria e ao bárbaro assassinato de Tate em 1969, tornou-se um filme cult. Sobre Tate, na época o The New York Times escreveu: "ela é assustadoramente bela mas sem expressão". O papel de Deborah Kerr era originalmente destinado a Kim Novak.
O filme também é conhecido pelo título Thirteen.

## Elenco
- David Niven - Marquês Philippe de Montfaucon
- Deborah Kerr - Marquesa Catherine de Montfaucon
- David Hemmings -Christian de Caray
- Sharon Tate - Odile de Caray
- Donald Pleasence - Padre Dominic
- Edward Mulhare - Jean-Claude Ibert